# Positif (album de Francky Vincent)
Pour les articles homonymes, voir Positif.
Positif est un album du chanteur guadeloupéen Francky Vincent sorti en 1987, et également la chanson-phare dont les paroles sont de Francky Vincent lui-même, et la musique d'Eric Brouta.
D'abord sorti en vinyle en 1987, cet album a connu une réédition en 1995, chez Blue Silver.
Malgré les quelques titres habituellement osés, quelques-uns sont de purs règlements de comptes du chanteur, notamment la chanson "Jalousie tropicale" dans laquelle Francky réprimande la mentalité des Antillais, trop jaloux et même méchants.
La chanson "Transport en commun" parle de la sécurité routière, des dangers provoqués par les automobilistes, mais par les piétons également.

## Pistes de l'album
- Positif
- Jalousie tropicale
- Vidéo porno
- Vive la fesse
- Le jeu des cinq
- Ma chère voisine
- N'importe quoi
- Transport en commun

## Crédits
- Chant : Francky Vincent
- Chœurs : Liliane Davis, Marina Albert
- Basse : Michel Alibo
- Clavier : Thierry Vaton
- Guitare : Patrick Parole
- Trompette : Patrick Artero
- Trombone : Lionel Jouot
- Saxophone : Jean-Pierre Solvès
- Flûte : Jean-Pierre Solvès
- Rythmes : Francky Vincent, Eric Brouta

- Arrangements : Thierry Vaton, Patrick Artero, Guy Jacquet
- Mixage : Francky Vincent, Claude Hermelin, Patricia Le Guen